# リトルエルヴィスリュウタ
リトルエルヴィスリュウタ（1965年 - ）は、日本の歌手、文筆家、編集者、俳優。
LITTLE ELVIS RYUTA & THE S.R.P.ボーカル、『グリースアップマガジン』編集長。
リトル・エルヴィス竜太（りとる・えるびすりゅうた）とも表記される。
『アップビート』などでライターとして活動したのち、ガムカムズのボーカルなどを歴任した。

## 概要
愛知県出身のロカビリーのボーカリストであり、ロカビリー雑誌の編集者である。ロカビリー雑誌である『アップビート』で記事を書いていたが、のちにロックバンドである「ガムカムズ」を結成してメジャーデビューを果たした。ガムカムズ解散後も、テレビにてタレント活動を続けた。その後、ロカビリー雑誌である『グリースアップマガジン』を創刊し、編集長となった。

## 来歴

### 生い立ち
1965年（昭和40年）生まれ、愛知県豊川市出身。のちに愛知県豊橋市で暮らした。レコード屋になりたいと考え、18歳で上京する。当初の計画では、20代後半になったら故郷に帰り、輸入盤を扱うレコード屋を開業するつもりであった。そのため、ロカビリーのミニコミ誌である『アップビート』で原稿を書きつつ、レコード屋の開業資金を稼ぐためさまざまな職業に就いた。
反物の訪問販売にかかわったのをきっかけに、不動産の営業マンを経て、電話加入権の販売に携わるようになった。当初は全く売れなかったが、自らのセールストークを徹底的に見直した結果、急速に売上を伸ばし、最終的に係長まで昇進した。詐欺ではなかったが、新聞で悪徳商法として報じられ、契約書の内容にも不備があったことから騒動となった。

### 音楽家として
電話加入権に関する騒動後、訪問販売を手掛けていたグループは解散するが、今度は仲間と2名で新たな訪問販売事業を起ち上げた。しかし、訪問先がたまたま『アップビート』読者の自宅であり、今度バンドを組むからボーカルとして参加してほしいと誘われた。それを機に音楽活動を本格化させる。ロックバンドである「ガムカムズ」のボーカルとして活動するが、当初はプロになろうとは思っていなかった。しかし、『ミュージックトマトJAPAN』にモダンチョキチョキズらと出演したのを機に、デビューを目指すようになる。1999年（平成11年）、メジャーデビューを果たした。
一方、訪問販売で蓄えた資金を投じて、ダイヤルQ2の情報提供事業を始めた。最初に投じた資金は回収できたものの、料金を踏み倒す顧客への対応に手間がかかるようになり、事業を畳んだ。その後、知り合いからさまざまなビジネスプランが持ち込まれるようになり、「オカマの売春クラブ」を経営しないかと誘われたが、自身の美学に合わないためこの話は断った。その後、ブラインド専門の清掃業、宿題代行業、交通違反反則金の立替業など、多様な事業を経営したが、これらの事業を手掛けていたグループも最終的に解散させた。その後、一人で便利屋を起ち上げた。
その後、ガムカムズはメンバー間で揉めてばらばらになり、以降はさまざまなメンバーと音楽活動を模索するようになった。一時はおおひなたごうとも活動していた。センチュリーレコードからメジャーデビューを果たすものの、最終的にバンドは解散した。また、「スペースシャワーTV」に自ら企画を持ち込み、それに基づいて撮影する番組が始まった。この番組はガムカムズ解散後も出演を続けた。また、2008年のオリジナルビデオである『喧嘩番長』にて、クラブ店員役で出演している。
その後、ロカビリーの専門誌である『グリースアップマガジン』を起ち上げ、編集長を務めている。

## 人物
『アップビート』で原稿を書いていたころに、来日中の「レストレス」も取材している。

## 家族・親族
映画監督の園子温とはいとこ同士である。リュウタらは中学3年生の頃に引っ越しているが、それまでは同じ敷地の母屋に子温ら一家が住み、離れにリュウタら一家が住んでいた。のちに子温がリュウタのプロモーションビデオを手掛けている。

## 出演

### OV
- 喧嘩番長（2008年、TORNADO FILM）

## 作品

### 楽曲
- セナカまるめてムネはって（リトル・エルヴィス竜太作詞・作曲）
- 俺に近づくな（リトル・エルヴィス竜太作詞・作曲、ギター番長梶作曲）
- アイスクリーム・ボーイ（リトル・エルヴィス竜太作詞、ギター番長梶作曲）
- あの娘に近づくな（LITTLE ELVIS RYUTA作詞・作曲、YOUNG TORA作曲、SCOTTY YUJI作曲、T. J. FONTAMA作曲）
- KING OF ROCK&ROLL（LITTLE ELVIS RYUTA作詞・作曲、YOUNG TORA作曲、SCOTTY YUJI作曲、T. J. FONTAMA作曲）
- 狂っちゃいないぜ（LITTLE ELVIS RYUTA作詞・作曲、YOUNG TORA作曲、SCOTTY YUJI作曲、T. J. FONTAMA作曲）
- 恋のダイアモンドリング（LITTLE ELVIS RYUTA作詞・作曲、YOUNG TORA作曲、SCOTTY YUJI作曲、T. J. FONTAMA作曲）
- どっちみち俺のもの（LITTLE ELVIS RYUTA作詞・作曲、YOUNG TORA作曲、SCOTTY YUJI作曲、T. J. FONTAMA作曲）
- MILLION PEOPLE TWIST（LITTLE ELVIS RYUTA作詞・作曲、YOUNG TORA作曲、SCOTTY YUJI作曲、T. J. FONTAMA作曲）

## 関連人物
- おおひなたごう